# Afet Ilgaz
Afet Muhteremoğlu Ilgaz (* 2. Januar 1937 in Ezine; † 16. Januar 2015 in Istanbul) war eine türkische Schriftstellerin.

## Leben
Nach einem Studium der Philosophie in Istanbul arbeitete sie dort als Lehrerin. Literarisch arbeitete sie ab 1956, vornehmlich verfasste sie Erzählungen und Romane. Vor ihrer Hochzeit mit dem Schriftsteller Rıfat Ilgaz veröffentlichte sie unter dem Namen Afet Muhteremoğlu.
Ilgaz wurde mit einer Reihe türkischer Literaturpreise ausgezeichnet. Auch betätigte sie sich als Gründerin eines Verlags Sınıf Yayınları und einer eigenen Grundschule. Ins Deutsche übersetzt erschien bislang einzig ihre kurze Erzählung Schöpferisch sein (1984). Als Kolumnistin der Millî Gazete war sie auch journalistisch tätig.
Am 16. Januar 2015 starb sie im Alter von 78 Jahren in Istanbul.

## Auszeichnungen
- Törehan Award (Yeni Istanbul)
- Turkish Language Association Story Award
- Writers Union of Turkey Award.

## Werke

### Kurzgeschichten
- Bedriye (1963)
- Başötülüler (1964)
- Toprak (1968)

### Kinderbücher
- Annem Annem (1974)
- Değişen sevgiler (1976)

### Reisebericht
- İtalya mektupları (1962)